# Torjus Larsen
Torjus Larsen (* 29. Oktober 1964 in Oslo) ist ein ehemaliger norwegischer Radrennfahrer und nationaler Meister im Radsport.

## Sportliche Laufbahn
Larsen war Straßenradsportler. Er wurde 1985 nationaler Meister im Einzelzeitfahren. Im Mannschaftszeitfahren holte er gemeinsam mit Arnstein Hope, Tore Mathisen und Arnstein Raunehaug ebenfalls 1985 den Titel. 1988 siegte er im Meisterschaftsrennen mit Bo André Namtvedt, Terje Hordnes und Pål Hisdal. 1981 war er bereits Meister im Straßenrennen und Mannschaftszeitfahren der Junioren geworden. In der Internationalen Friedensfahrt startete Larsen dreimal. 1984 wurde er 22., 1985 19. und 1987 28. der Gesamtwertung.
1989 wurde er Berufsfahrer im Radsportteam AD Renting und blieb bis 1990 als Radprofi aktiv. In der Vuelta a España 1989 belegte er den 115. Platz der Gesamtwertung.